# BlindScanner
BlindScanner — условно-бесплатная программа для организации доступа к сканеру и удалённого сканирования изображений со сканера, подключенного к одному из компьютеров в локальной сети, разрабатывается компанией Masters ITC Software. В 2007 году программа BlindScanner была разделена на две версии Standard и Pro.

## Версии

### BlindScanner Standard
Состоит из сервера, который может быть запущен либо как приложение, либо как служба Windows, и приложения-клиента. Позволяет сканировать с удалённого сканера и сохранять изображения непосредственно в файлы форматов BMP, JPEG, TIFF, PNG, GIF, PDF. Клиент BlindScanner Standard позволяет сканировать используя интерфейс командной строки.

### BlindScanner Pro
По сравнению с версией Standard, не имеет собственного приложения на стороне клиента и вызывается как источник данных TWAIN сторонним приложением, позволяющим сканировать с TWAIN-совместимых сканеров (например, ABBYY FineReader, Adobe Photoshop, Microsoft Word, Scanitto, GIMP и др.).

## Возможности
- Поддержка сканеров с автоподачей.
- Использование сканеров в терминальных сессиях Microsoft Windows Terminal Server, Citrix Metaframe.
- Использование TWAIN и WIA драйверов сканеров.
- Управление списком доступных сканеров.
- Создание и использование профилей (предварительных настроек) сканирования.